# Restaurante Tavares

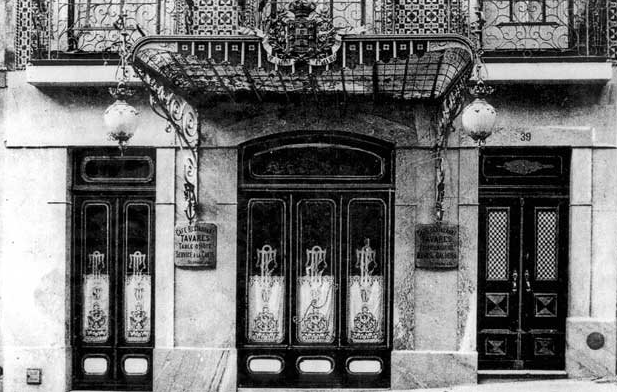
A fachada do Restaurante Tavares antes da renovação de Hermógenes dos Reis em 1903.

O Restaurante Tavares (vulgarmente conhecido como Tavares Rico), sito na Rua da Misericórdia, número 37, no Chiado, em Lisboa, em Portugal, é o restaurante mais antigo do país, ainda em atividade, tendo aberto as portas em 1784.

## História
Originalmente um botequim conhecido por "Talão" que servia "refrescos, ovos fritos e outras bebidas",, em 1823, sob a gerência dos irmãos Manuel e António Tavares, o local foi considerado suspeito de apoiar os opositores ao rei dom Miguel, que havia usurpado o trono a dona Maria II.
Em 1861, foi comprado por Vicente Marques Caldeira, com o intento de o transformar no "lugar mais chique de Lisboa". O interior foi totalmente renovado, possivelmente a cargo de Giuseppe Luigi Cinatti e Achilles Rambois (tendo sido encomendados lustres imponentes, moldes para fazer relevos em gesso e espelhos venezianos para o salão), tornando a sua atmosfera elegante e sofisticada, e o estabelecimento tomou o nome de "Café-Restaurant, Tavares", o apelido dos antigos proprietários.
No final do século XIX, o Tavares era popular entre os intelectuais da época, que nele frequentavam jantares de mesa de redonda; vultos culturais como Oliveira Martins, Guerra Junqueiro e Eça de Queirós (que imortalizou as excelentes refeições no seu romance Os Maias, de 1888). Após a morte de Vicente Marques Caldeira em 1888, o seu filho Manuel Caldeira tomou a gerência do restaurante. Em 1903, entregou uma renovação do estabelecimento a Hermógenes dos Reis, dotando o restaurante da talha dourada com motivos rococó, candeeiros em aplique e estatuária condizente com os estilos Belle Époque e Art Nouveau que ainda hoje se podem observar, e a entrada em vitraux de marquise.
Nesta época, políticos, aristocratas e burgueses eram vistos com frequência à mesa do Tavares. Sidónio Pais terá almoçado ali a 4 de Dezembro de 1917, na véspera do golpe de Estado que liderou e que o levaria até à Presidência da República.
Manuel Caldeira morreria em 1923. O restaurante é comprado pelo então gerente Miguel Villan Monrroy em sociedade com o filho José Marques. Em 1940, o Tavares abre falência. O recheio foi leiloado em hasta pública. Nos anos seguintes, o restaurante foi gerido de forma intermitente por algumas sociedades até 1956, quando uma nova gerência conseguiu evitar que o espaço mudasse de ramo comercial. No jantar de reabertura, 15 de Janeiro de 1956, esteve presente, entre outros, o Almirante Gago Coutinho.
Com a gerência iniciada em 1959, o restaurante conheceu novamente a atividade de outros tempos. Após a Revolução de 25 de Abril de 1974, o restaurante fechou por alguns meses, devido à associação da sua clientela com as elites do regime ditatorial, tendo sido aberto um espaço com refeições mais económicas na sala do primeiro andar, para evitar a falência durante o Processo Revolucionário em Curso. Mário Soares e Francisco Sá Carneiro eram clientes assíduos — este último almoçou lá uma perdiz assada no dia 4 de Dezembro de 1980, antes de embarcar para o Porto no voo que se despenhou em Camarate.
Em 1984, aquando do seu bicentenário, o restaurante recebeu a Medalha de Ouro da Cidade de Lisboa.

## Ligação externa
- Sítio oficial